# Funeral Marches and Warsongs
Funeral Marches and Warsongs — первый официальный DVD шведской блэк-метал-группы Marduk. DVD включает три концертных выступления группы, два видеоклипа и различные бонусы.
Концерты проходили 9 апреля в Париже, 5 апреля в Катовице и 7 августа 2003 года в Бад-Берке. Также на DVD присутствуют клипы на песни «Hearse» и «World Funeral» с альбома World Funeral.

## Отзывы критиков
DVD получил неоднозначные отзывы от музыкальных критиков. Эдуардо Ривадавия из AllMusic отметил, что несмотря на то, что первые два концерта имеют одинаковый сет-лист, очень «импровизированный и недоработанный» вид первого концерта вполне компенсируется «ультрапрофессиональной и впечатляющей демонстрацией мощи второго, когда тысячи поляков просто сходят с ума от своих героев». Про третий концерт, состоявшийся в Германии, он написал: «Общее визуальное оформление снова не слишком впечатляющее, но эффективное». Ян Яэдике из Rock Hard пишет: «Определённо эталонная работа в плане DVD с блэк-металом».

## Сет-лист

### Концерт в Париже 9 апреля 2003 года, La Loco
1. Blackcrowned
2. With Satan and Victorious Weapons
3. Azrael
4. Wolves
5. World Funeral
6. Hearse
7. Bleached Bones
8. Of Hells Fire
9. Darkness It Shall Be
10. Fistfucking Gods Planet

### Концерт в Катовице 5 апреля 2003 года
1. Blackcrowned
2. With Satan and Victorious Weapons
3. Azrael
4. Wolves
5. World Funeral
6. Hearse
7. Bleached Bones
8. Of Hells Fire
9. Darkness It Shall Be
10. Fistfucking Gods Planet

### Концерт в Party San (Бад-Берка) 7 августа 2003 года
1. Jesus Christ Sodomized
2. Baptism by Fire
3. The Black
4. Still Fucking Dead